# Pogonocephala
Pogonocephala is een geslacht van vlinders uit de familie mineermotten (Gracillariidae).
Het geslacht omvat volgende soorten:
- Pogonocephala heteropsis (Lower, 1894)
- Pogonocephala veneranda (Meyrick, 1909)